# Pedreira Paulo Leminski
 (septembre 2016).
Si vous disposez d'ouvrages ou d'articles de référence ou si vous connaissez des sites web de qualité traitant du thème abordé ici, merci de compléter l'article en donnant les références utiles à sa vérifiabilité et en les liant à la section « Notes et références ».
Pedreira Paulo Leminski est un site en plein air consacré aux concerts pouvant accueillir 30 000 personnes. Il est situé à Curitiba (Brésil). Il porte le nom de l'écrivain brésilien Paulo Leminski. Il a été inauguré en 1990.
Des artistes tels que AC/DC, Bon Jovi, Van Halen, Avril Lavigne, Kiss et David Gilmour ont donné des concerts à cet endroit.

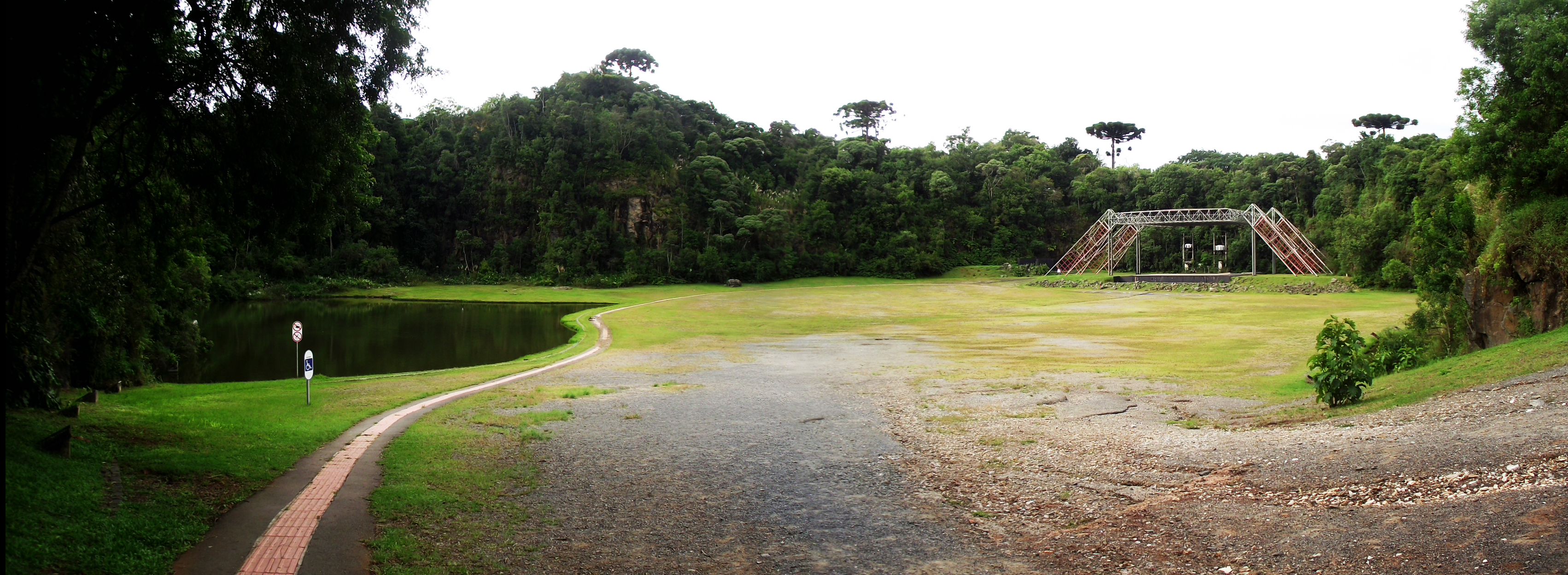
Pedreira Paulo Leminski